# Jaime Passier-Armstrong
Jaime Rachel Renee Passier-Armstrong (ur. 24 sierpnia 1981) – nowozelandzka aktorka filmowa i telewizyjna, znana głównie z roli Jay Copeland w operze mydlanej Shortland Street.

## Wybrana filmografia
- 1995: Tajemnicza wyspa – Ovelanui „Nui”
- 2001: Australijska przygoda – Jonas
- 2003: Power Rangers Ninja Storm – Skyla
- 2004–2007: Shortland Street – Jay Copeland
- 2009: Miecz Prawdy – Constance